# Stylocheiron armatum
Stylocheiron armatum är en kräftdjursart som beskrevs av Colosi 1917. Stylocheiron armatum ingår i släktet Stylocheiron och familjen lysräkor. Inga underarter finns listade i Catalogue of Life.